# Asiatische Produktionsweise
Der Begriff asiatische Produktionsweise bezeichnet in der Theorie des historischen Materialismus eine vorkapitalistische, weit verbreitete Produktionsweise, in der die Bewässerungslandwirtschaft häufig eine überragende Rolle für die Reproduktion des Gemeinwesens spielte. Der Begriff wurde von Karl Marx geprägt. Nach aktuellem marxistischem Forschungsstand kommt diese Produktionsweise jedoch nicht nur in Asien, sondern mit Ausnahme Australiens auf allen menschlich besiedelten Kontinenten vor.

## Merkmale

### Klassenverhältnisse
In Gesellschaften mit asiatischer Produktionsweise stehen sich die persönlich freien Bauern und eine organisierte Bürokratie oder Aristokratie als Grundklassen gegenüber. Die Bauern leben teils in relativ autarken Dorfgemeinschaften, in denen das aus der Urgesellschaft bekannte Gemeineigentum am Boden noch existiert. Häufig sind jedoch diese Dorfgemeinschaften zerfallen und die Bauern stehen dann als individuelle Besitzer von (kleineren) Bodenparzellen direkt dem Staat gegenüber.
Die Aristokratie oder Bürokratie organisiert im Allgemeinen die produktive Arbeit und eignet sich einen Teil des Mehrproduktes der unmittelbaren Produzenten an. In den meisten Fällen steht ein Despot an der Spitze der Gesellschaft, der das Land selbst repräsentiert. Wenn sich die herrschende Klasse aufgrund des Kriteriums der Verwandtschaft mit dem Despoten bildet, wird sie als Aristokratie bezeichnet. Wenn aber bei der Rekrutierung der herrschenden Klasse Verwandtschaftsbeziehungen keine besondere Rolle spielen und sie über Prüfungen oder Verdienste ausgewählt wird, handelt es sich um Bürokratie.
Die Ausbeutung erfolgt einerseits durch eine Art allgemeine Steuer, andererseits durch die Verpflichtung der Bauern zu gewissen Arbeitsleistungen. Die einzelnen bäuerlichen Produzenten stehen nicht in persönlicher Abhängigkeit von bestimmten individuellen Grundbesitzern, sondern sind – häufig durch die Dorfgemeinde vermittelt – der Gesamtheit der herrschenden Klasse abgabepflichtig. Daneben existieren manchmal auch noch Sklaverei, Lohnarbeit und andere Formen persönlicher Abhängigkeit. Sie bestimmen aber nicht wesentlich die Produktionsverhältnisse. Der Staat gilt häufig als Eigentümer oder zumindest als Obereigentümer des gesamten Bodens.
Der Klassenkampf zwischen den persönlich freien Bauern und den „korporativen Großgrundbesitzern“ geht vorwiegend um die Höhe des durch die Staatssteuer eingetriebenen Mehrproduktes.
Wie in allen anderen Klassengesellschaften kann Herrschaft der Bürokratie in der asiatischen Produktionsweise nicht auf Ausbeutung reduziert werden. Die Grundlage ihrer Herrschaft war eine gesellschaftliche Amtstätigkeit, d. h., sie beschäftigte sich mit Fragen, die die Gesellschaft als Ganzes betrafen. Was die asiatische Produktionsweise jedoch von allen anderen Klassengesellschaften unterscheidet, ist, dass hier diese Funktionen direkt über die einfache Arbeitsteilung zwischen Hand- und Kopfarbeit ausgeführt werden, während sie in anderen Klassengesellschaften über das Privateigentum vermittelt sind. Hier tritt die im Staat organisierte Bürokratie als Organisator der Produktion und Kooperation auf.

### Bedeutung der Bewässerungslandwirtschaft
Die noch von Karl August Wittfogel vertretene Auffassung, dass die asiatische Produktionsweise durch die spezifische Notwendigkeit des Baus von Bewässerungsanlagen entstanden sei, wird von der neueren Forschung nicht mehr geteilt. Denn in China und im Inkareich entstand zunächst ein für die asiatische Produktionsweise typischer despotischer Staat, der erst eine lange Zeit nach seiner Entstehung Bewässerungsarbeiten organisierte. Die Aufgaben des Staates umfassen demnach nicht nur die Organisation der Bewässerung, sondern alle Bereiche, die über das Leistungsvermögen einzelner Dorfgemeinschaften hinausgehen (zum Beispiel Organisation von militärischen Einheiten, von gewerblicher Produktion, Handel und Wissenschaft, auch nicht der Bewässerung dienenden Bauten etc.).
Dennoch hat die Bewässerungslandwirtschaft eine große Bedeutung für die Entwicklung von Gesellschaften mit asiatischer Produktionsweise, die von Wittfogel zutreffend beschrieben wurde. Sie erlaubt selbst bei relativ gering entwickelten Produktivkräften einen sehr ertragreichen Ackerbau:

„In den Bewässerungsagrarzonen kann der Ackerbau mittels verhältnismäßig primitiver Geräte erfolgen – neben einfachem Pflug vorwiegend mittels der Hacke – denen freilich ein ganzes Arsenal oft sehr verfeinerter Bewässerungsvorrichtungen ergänzend zur Seite tritt.“

Dagegen würde in Zonen mit Regenackerbau für auch nur einigermaßen vergleichbare Ernten eine viel höhere Entwicklung der Produktivkräfte erforderlich sein. Bei extensiv genutzten und relativ großen Äckern sind zur Steigerung der Erträge ein weiterentwickelter Pflug aus Eisen und Zugtiere notwendig. Diese Tatsache erklärt auch die geringe Bedeutung der Sklaverei in den orientalischen Gesellschaften: Sie ist für diese intensive Art der Landwirtschaft, in der „der Erfolg und Misserfolg der Produktion in höchstem Maße von der Sorgfalt der arbeitenden Menschen abhängt“, ungeeignet.
Jedoch kann diese hohe Produktivität der Landwirtschaft nur durch den Bau großer Bewässerungssysteme erreicht werden. Diese Aufgaben, die das Zusammenwirken vieler Menschen mittels großer Kooperation voraussetzen, übersteigen bei einem vorkapitalistischen Stand der Produktivkräfte sehr schnell die Möglichkeiten von wenigen Individuen oder Dorfkollektiven:

„In diesem Fall muß die Aufgabe der Wasserregulierung gesellschaftlich durchgeführt werden, entweder durch einen anderweitig entstandenen Staat oder durch besondere Gruppen, die diese und andere Aufgaben vereinigen und verselbständigen und die so die ökonomische und politische Macht gewinnen, sich als Staat zu konstituieren.“

Eine andere Aufgabe, welche die Beschäftigung von besonders ausgebildeten Spezialisten erfordert, ist die „Regelung der Zeit“. Zwar ist das agrikole Jahr überall durch den Rhythmus der Jahreszeiten bestimmt, allerdings sind nur in der Bewässerungslandwirtschaft der Beginn und das Ende der Regenzeit oder das Steigen und Fallen der Flüsse von lebenswichtiger Bedeutung für die Gesellschaft. Erst dann entsteht das Bedürfnis nach einer exakten Ordnung des Kalenders. Diejenige Klasse, welche die Regelung des Wasserbaus durchführt, kontrolliert auch die Astronomie.
Nach Wittfogel sind es diese neuartigen gesellschaftlichen Produktivkräfte (Wasserbau und Kalender), welche in Gesellschaften mit Bewässerungslandwirtschaft dem Staat Aufgaben zuweisen, die er in anderen Agrargesellschaften nicht zu erfüllen hat. Hier kontrolliert die im Staat zusammengefasste herrschende Klasse also die gesamte Landwirtschaft.

### Entwicklung und Krisen in Gesellschaften mit asiatischer Produktionsweise
In der neueren marxistischen Diskussion wird davon ausgegangen, dass sich Gesellschaften mit asiatischer Produktionsweise direkt aus der Urgesellschaft entwickelt haben. Sie sind universell verbreitet. Dagegen haben sich Sklavenhaltergesellschaften und feudale Gesellschaften nur in wenigen Regionen der Erde und unter ganz spezifischen Bedingungen entwickelt. Als Gesellschaften mit asiatischer Produktionsweise können die alten Hochkulturen in Ägypten, im vorderen Orient, in Indien und China, sowie das Reich der Inka angesehen werden. Sie kam aber auch in Mykene, Kreta und den altafrikanischen Reichen von Ghana, Mali und Songhai vor.
Aktuellere Forschungen haben gezeigt, dass die häufig vertretene These von der Stagnation der Entwicklung der Produktivkräfte in Gesellschaften mit asiatischer Produktionsweise nicht haltbar ist. Diese entwickeln sich erheblich weiter und treten in mehreren unterschiedlichen Formen auf:
In der einfachen Form einer Gesellschaft mit asiatischer Produktionsweise reproduziert sich die in Sippengemeinschaften organisierte Bauernschaft mittels kollektiv geregeltem Ackerbau. Die aus der Urgesellschaft bekannte Dorfgemeinde existiert hier also noch weiter, die Felder werden kollektiv bebaut. Das Mehrprodukt sowie Arbeitsleistungen gehen an den Staat. Sie dienen neben der Erhaltung der materiellen Staatsmaschinerie der Erhaltung des Hofes und der Bürokratie (Verwaltungsbeamte, Priester, Militärs). Der Souverän und seine Bürokratie verfügen materiell über die Gesamtheit des bebauten Landes. Oberklasse und Staatsbürokratie mit Hof sind hier identisch. Hier ist der von Marx beschriebene Zustand gegeben, in dem Rente und Steuer zusammenfallen bzw. keine von der Grundrente unterschiedene Steuer existiert. „Eine primitive Klassenordnung von klassischer Durchsichtigkeit besteht.“ Ein Beispiel dieser einfachen Form der asiatischen Produktionsweise ist das Reich der Inka.
In der entfalteten Form einer Gesellschaft mit asiatischer Produktionsweise sind die Felder nicht mehr im Besitz der Dorfgemeinde, sondern im Privatbesitz von einzelnen Bauern und werden individuell bewirtschaftet. Die Dorfkommune ist dagegen zerfallen. Neue Klassen sind aufgetaucht. Dies sind private Großgrundbesitzer bürokratischer Herkunft sowie Handels-, Wucher- und Manufakturkapitalisten. Sie erwerben ebenfalls häufig Landbesitz.
Wichtigste Ursache dieser Entwicklung ist das Wachstum der Produktivkräfte. In der Landwirtschaft werden zunehmend Metallgeräte – v. a. aus Eisen – sowie Pflugtiere eingesetzt. Die Bewässerungstechnik wird ausgebaut und verbessert. Damit steigen die agrarischen Erträge und die Einzelbestellung wird vorteilhafter werden als die alten Formen des gemeinschaftlichen Anbaus. Zugleich nimmt die Bedeutung des Handwerks zu, da die Landwirtschaft jetzt mehr von dessen Erzeugnissen benötigt. Hierdurch wird die einfache Warenproduktion angeregt und damit nimmt die Bedeutung der Kaufmannschaft zu. Schließlich wird dann auch der Landbesitz selbst zur Ware. Mit der Verkäuflichkeit des Landes treten Wucherkapitalisten auf und in geringem Umfang bildet sich sogar Manufakturkapital. Diese Klassen ziehen einen Teil der Steuer/Rente in der Form von Profit an sich. Jetzt besteht auch die Möglichkeit zur Bildung von Großgrundbesitz. Ein Teil des Bodens gelangt in die Hände der Handels- oder Wucherkapitalisten. Angehörige der Bürokratie können neben dem Kauf auch durch Landgeschenke des Despoten zu Großgrundbesitzern werden. Beispiele für die entfaltete Form der asiatischen Produktionsweise sind China ab der Frühlings-und-Herbst-Periode und das Reich des Islam bzw. das Osmanische Reich. China war noch im 17. Jahrhundert die am höchsten entwickelte Region der Erde. Dass es dennoch nicht zu einem Übergang zum Kapitalismus aus eigener Kraft kam, lag an den spezifischen Klassenkonstellationen einer Gesellschaft mit asiatischer Produktionsweise und den Notwendigkeiten der Bewässerungslandwirtschaft. Denn in Perioden, in denen Großgrundbesitz und Konzentration zunahmen, geriet die gesamte Gesellschaft in eine Krise, die in China im Allgemeinen zum Sturz der jeweiligen Kaiserdynastie führte und die von Kössler deshalb als dynastischer Zyklus bezeichnet wird. Wittfogel gibt folgende Beschreibung eines solchen dynastischen Zyklus:
1. Zu Beginn einer neuen Epoche ist der von freien Bauern gebildete öffentliche Sektor groß im Vergleich zum privaten Sektor der Großgrundbesitzer und Pächter. An sich neu ansiedelnde Bauern wird kostenlos Land, Samen und Geräte ausgegeben. Die Steuern sind relativ niedrig.
2. „Das Bauerntum wächst. Die Ernte wächst. Die Steuermasse wächst. Es wächst die Kraft des Staats, der seine anfänglichen Bemühungen um Kanalbauten und Deichanlagen noch steigert.“
3. „Jedoch mit zunehmendem Wohlstand der Dörfer und des Staates wächst der Profit der Kaufleute und das Einkommen der Beamtenschaft. Der akkumulierte mobile Reichtum drängt danach, sich in eine immobile Form zu verwandeln, in Land.“
4. „Der private Sektor dehnt sich aus und damit derjenige Teil der Bauernschaft, der im Schatten privater Landherren dem unmittelbaren Steuerdruck entzogen wird.“ Denn die mächtigen Großgrundbesitzer zahlen weniger oder keine Steuern.
5. „Mit zunehmendem Umfang des privaten Sektors nehmen daher die öffentlichen Einkommen ab. Ab nimmt die Fähigkeit des Staates, seinen ökonomischen Funktionen zu obliegen. Er gibt den Bauern weniger, aber er nimmt ihnen mehr. Die Steuer steigt und damit – circulus vitiosus – die Neigung der freien Bauern, vom öffentlichen in den privaten Sektor zu flüchten, d. h. ihr Land an einen privaten Landbesitzer … zu übertragen und so der Willkür der Steuereinnehmer zu entrinnen.“ Oder die Bauern müssen sich aufgrund der hohen Steuerforderungen bei Wucherern verschulden und verlieren später ihr Land, das sie dann u. U. als Pächter weiter bearbeiten.
6. Mit dem Verfall der gesellschaftlich bedingten Produktivkräfte, v. a. des Wasserbaus, steigt auch der Abgabendruck im privaten Sektor. „Die anfangs lokalen Bauernunruhen nehmen immer größere Dimensionen an. Das innerlich geschwächte Regime, dessen zentrifugale Elemente (v. a. die lokalen Vertreter der Bürokratie) einen destruktiven Interessenblock mit den Kaufleute-Landbesitzern und eventuellen reinen Landbesitzern bilden, wird immer unsicherer in seiner Haltung, immer zynischer in seiner Moral, immer grausamer in seiner Steuerpraxis.“
7. Ein Aufstand, geführt von unkompromittierten Elementen der Bürokratie, oder ein Nomadeneinbruch führen einen Sturz der alten Dynastie herbei. Die neue Dynastie bildet dann selbst eine Bürokratie aus, die zunächst aber im Interesse der Bauern agiert (siehe unter 1.). Der Zyklus beginnt damit von vorne.[9]

Ein Nebeneffekt der zyklischen Enteignung der Großgrundbesitzer ist, dass aufgrund der periodisch zunehmenden Macht der Zentralgewalt die städtischen Handels- und Manufakturkapitalisten gleich mit enteignet werden. Deshalb konnte sich der Kapitalismus nicht aus eigener Kraft durchsetzen, er wurde stattdessen im 19. Jahrhundert im Rahmen der imperialistischen Eroberung quasi von außen eingeführt.
Die Bewässerungslandwirtschaft war also nicht die Ursache für die Herausbildung von Gesellschaften mit asiatischer Produktionsweise, sie führte aber dazu, dass sie trotz aller Krisen eine hohe Stabilität aufwies und sich ständig reproduzierte. Hier konnte ein Übergang zu anderen Klassengesellschaften aus eigener Kraft nicht festgestellt werden. In Gegenden, wo die Bewässerungslandwirtschaft keine bedeutende Rolle spielte, entstanden nach dem Zerfall der Dorfgemeinde und als Folge des technischen Fortschritts (Eisenverarbeitung) andere Gesellschaftsformen, wie zum Beispiel in Kreta und Mykene, oder die Reiche waren instabil (Altafrika).

## Forschungsgeschichte

### Karl Marx
Karl Marx beschäftigte sich erstmals im Jahr 1853 im Rahmen des Zeitungsartikels „Die britische Herrschaft in Indien“ mit Unterschieden zwischen orientalischen und westlichen Gesellschaften. In diesem Zusammenhang schreibt er: „Die unbedingte Notwendigkeit einer sparsamen und gemeinschaftlichen Verwendung des Wassers, die im Okzident, zum Beispiel in Flandern und Italien, zu freiwilligem Zusammenschluss privater Unternehmungen führte, macht im Orient, wo die Zivilisation zu niedrig und die territoriale Ausdehnung zu groß war, um freiwillige Assoziationen ins Leben zu rufen, das Eingreifen einer zentralisierenden Staatsgewalt erforderlich.“
Diese Gedanken arbeitete er im Manuskript „Grundrisse der Kritik der politischen Ökonomie“ von 1857 genauer aus. In dem Kapitel „Progressive Epochen der ökonomischen Gesellschaftsformationen“ beschäftigte er sich mit Fragen der vorkapitalistischen Gesellschaften. Die Bemerkungen hierüber stellen eine Selbstverständigung über die Formen dar, aus denen sich u. U. der Kapitalismus entwickeln konnte. Dort nannte er drei Formen der vorkapitalistischen Gemeinschaften, und zwar die asiatische Form, die antike Form und die germanische Form. Es hängt von den „verschiedenen äußerlichen, klimatischen, geographischen etc.“ Bedingungen ab, wie diese ursprüngliche Gemeinschaft modifiziert wird. Im Bezug auf die asiatische Form beschreibt er schon viele Merkmale der später so genannten Asiatischen Produktionsweise.
Eine Voraussetzung der Aneignung der Produkte der Arbeit sind hier gemeinschaftliche Arbeiten (Wasserleitungen, Kommunikationsmittel etc.). Diese können nicht von einzelnen oder kleinen Gemeinwesen geleistet werden. Daher ist die Existenz einer zusammenfassenden Einheit notwendig. Diese zusammenfassende Einheit erscheint dann als der eigentliche Eigentümer des Bodens, die einzelnen Gemeinwesen als erbliche Besitzer. Im Allgemeinen repräsentiert der Despot diese zusammenfassende Einheit. Tatsächlich jedoch bleibt das Gemeindeeigentum als Naturvoraussetzung der Produktion und Reproduktion trotz der scheinbaren allgemeinen Eigentumslosigkeit erhalten und bildet auch die Grundlage dieser Form. Ein Teil der Surplusarbeit gehört der höheren Gemeinschaft, die in den meisten Fällen in der Person des Despoten repräsentiert ist. Als Formen der Surplusarbeit existieren der Tribut und gemeinsame Arbeiten zur Verherrlichung der Einheit, „teils des wirklichen Despoten, teils des gedachten Stammeswesens, des Gottes.“
Zu den Städten in der asiatischen Form schreibt Marx: „Die eigentlichen Städte bilden sich neben diesen Dörfern nur da, wo günstige Punkte für äußeren Handel; oder wo das Staatsoberhaupt und seine Satrapen ihre Revenu (Surplusprodukt) austauschen gegen Arbeit, sie als labour-funds verausgaben.“

### Friedrich Engels
Friedrich Engels nennt im „Anti-Dühring“ (1878) zwei Formen der Staatsentstehung. Im ersten Fall entstehen Staaten aus der Verselbständigung der gesellschaftlichen Amtstätigkeit. Die Formen der großen Kooperation wie zum Beispiel der Bau von Bewässerungskanälen oder die Kriegführung machen eine zentrale Leitung dieser Tätigkeiten notwendig. Später gelang es diesen zunächst von der Gesellschaft gewählten „Beamten“, sich zu Herren ebendieser Gesellschaft aufzuschwingen. Diese Herrschaft kann auch jetzt nicht auf reine Ausbeutung reduziert werden: „Es kommt hier nur darauf an, festzustellen, dass der politischen Herrschaft überall eine gesellschaftliche Amtstätigkeit zugrunde lag; und die politische Herrschaft hat auch nur dann auf Dauer bestanden, wenn sie diese ihre gesellschaftliche Amtstätigkeit vollzog.“ Als Beispiel für diese Form der Herrschaft nennt er die „Despotien in Persien oder Indien“. Sie ist jedoch nicht unbedingt auf asiatische Gesellschaften beschränkt. Denn er zählt auch den „griechischen Stammesfürsten“ oder den „keltischen Clanchef“ zu den Erscheinungen dieser Form von Herrschaft. Im zweiten Fall entstehen Herrschaftsbeziehungen durch die Einführung der Sklaverei, vorwiegend an Kriegsgefangenen.
In seinem Werk „Der Ursprung der Familie, des Privateigentums und des Staats“ von 1884 erwähnt Engels die erste Form der Staatsentstehung nicht mehr. Dies war dann ein Ansatzpunkt für Stalin, die asiatische Produktionsweise zu „verbieten“.

### Die Diskussion in der Sowjetunion in den 20er Jahren
Im Umfeld der II. Internationale vor 1914 wurde dieser Strang der marxschen Theorie kaum aufgegriffen oder diskutiert. Dies geschah erst nach der Oktoberrevolution in der Sowjetunion und in der Komintern. Hintergrund für das starke Interesse an der asiatischen Produktionsweise waren die sich zuspitzenden Klassenkämpfe im Osten, speziell in China. Eine Beschäftigung mit der asiatischen Produktionsweise konnte u. U. dabei helfen, die Konstellation der verschiedenen Klassen in China zu klären und es damit der Komintern ermöglichen, eine erfolgreiche Strategie für die chinesische Revolution auszuarbeiten.
Zudem bestand in der Sowjetunion der zwanziger Jahre erstmals die Möglichkeit, auf relativ breiter Basis in den Gesellschaftswissenschaften aus marxistischer Perspektive zu forschen. Jetzt konnten sich die marxistischen Intellektuellen auch Fragen zuwenden, die sich nicht ausschließlich aus den aktuellen Tagesbedürfnissen der Partei ergaben.
Jedoch geriet die Theorie der asiatischen Produktionsweise in der zweiten Hälfte der zwanziger Jahre in die Auseinandersetzungen zwischen den Anhängern der linken Opposition um Trotzki und den Stalinisten. Sie wurde insbesondere von letzteren abgelehnt und später erbittert bekämpft, denn zu dieser Zeit wurde in der Komintern eine intensive Diskussion um die Strategie der KP Chinas geführt. Nach Auffassung der Anhänger von Stalin sollte sich die chinesische KP der von der Bourgeoisie geführten Kuomintang unterordnen. Es sei notwendig, dass die Arbeiterklasse zusammen mit der nationalen Bourgeoisie eine bürgerlich-demokratische Revolution durchführe, die sich vor allem gegen die Feudalherren und die Kompradorenbourgeoisie richte. Eine proletarische Revolution stehe im Augenblick nicht auf der Tagesordnung.
Dagegen vertrat die linke Opposition in der Sowjetunion die Auffassung, dass sich die Arbeiterklasse zusammen mit der Bauernschaft gegen die Bourgeoisie wenden müsse. Diese sei nämlich in China unfähig, eine bürgerliche Revolution durchzuführen und den agrarischen Großgrundbesitz zu enteignen. Im Gegensatz zur Zeit der europäischen bürgerlichen Revolutionen sei in China der agrarische Großgrundbesitz viel stärker mit dem städtischen Kapital verbunden. Auch gebe es keine Klasse von Feudalherren, die sich gegen die Bourgeoisie wendeten.
Auch wenn es keine vollständige Überschneidung zwischen der linken Opposition und Anhängern der Konzeption der asiatischen Produktionsweise gab, konnte diese Theorie hauptsächlich der linken Opposition Argumente liefern, die es ablehnte, die Kategorie des Feudalismus umstandslos auf China zu übertragen. Dagegen setzt die Strategie der KPdSU(B)-Mehrheit die Existenz des Feudalismus in China voraus.
Ein weiterer Grund für das Misstrauen der Stalinisten gegen die Theorie der asiatischen Produktionsweise war die Befürchtung, sie könnte die Kritik am Bürokratismus der UdSSR erleichtern, da sie zeigt, dass Klassenherrschaft und Ausbeutung nicht ausschließlich auf der Basis des Privateigentums vorkommen.
Im Jahr 1938 erschien die „Geschichte der KPdSU (B), kurzer Lehrgang“. In dem von Stalin verfassten Kapitel „Über dialektischen und historischen Materialismus“ heißt es: „Die Geschichte kennt fünf Grundtypen von Produktionsverhältnissen: die Produktionsverhältnisse der Urgemeinschaft, der Sklaverei, des Feudalismus, des Kapitalismus und des Sozialismus“. Die asiatische Produktionsweise wurde von Stalin nicht erwähnt. Damit war sie de facto verboten und wurde im Ostblock zu seinen Lebzeiten nicht mehr diskutiert. Stattdessen versuchten Historiker, überall Formen der Sklavenhaltergesellschaft und des Feudalismus nachzuweisen.

### Diskussion nach dem Zweiten Weltkrieg
Dieses „Verbot“ betraf auch den jungen marxistischen Sinologen Karl August Wittfogel, der in den 1930er Jahren intensive Forschungen zu Wirtschaft und Gesellschaft Chinas durchführte und die Theorie der asiatischen Produktionsweise bestätigte. Im Jahr 1938 wurde er deswegen als Oppositioneller und Trotzkist bezeichnet. Später wurde er zum Antikommunisten. In dem 1959 erschienenen Buch „Die orientalische Despotie“ stellt er die Gefahr dieser Staatsform dar, zu der sowohl die Gesellschaften mit asiatischer Produktionsweise, als auch die Sowjetunion und die realsozialistischen Staaten gezählt wurden.
In Frankreich wurde die Asiatische Produktionsweise von Ernest Mandel und dem marxistischen Ethnologen Maurice Godelier wiederentdeckt und zur Erklärung vorkapitalistischer Klassengesellschaften genutzt. Auch in Osteuropa wurde die asiatische Produktionsweise seit den 60er Jahren mit Einschränkungen anerkannt und zwar als frühe und erste Klassengesellschaft. Sie soll allerdings weltweit schon relativ früh durch den Feudalismus abgelöst worden sein. Zu diesem Gesinnungswandel mag neben der Entstalinisierung auch beigetragen haben, dass insbesondere die Agrargeschichte vieler Länder, v. a. Chinas besser bekannt wurde. Dort jedoch hält die KPCh bis heute an der feudalen Interpretation der chinesischen Geschichte fest.
Rudi Dutschke und Rudolf Bahro versuchten mit der Theorie der asiatischen Produktionsweise auch die „realsozialistischen“ Länder zu beschreiben und zu kritisieren.

### Aus Sicht der Postcolonial Studies
Eine Kritik der Implikationen des Marxschen Konzepts aus postkolonial-philosophischer Perspektive bietet Gayatri Chakravorty Spivak.

## Belege
1. ↑  Rigobert Günther: Kritische Bemerkungen zu Argumenten für eine einheitliche Gesellschaftsformation der vorkapitalistischen Klassengesellschaften. In: Ethnographisch-Archäologische Zeitschrift 1973, S. 265.
2. ↑  Maurice Godelier: Ökonomische Anthropologie. Reinbek 1973, S. 284 ff.
3. ↑  Günter Lewin: Zur Diskussion über die „asiatische Produktionsweise“ in der marxistischen Literatur Frankreichs. In: Ethnographisch-Archäologische Zeitschrift 13 (1972), S. 619.
4. 1 2  Karl August Wittfogel: Die Theorie der orientalischen Gesellschaft. In: Zeitschrift für Sozialforschung, 1938, S. 96; Textarchiv – Internet Archive.
5. ↑  Karl August Wittfogel: Die Theorie der orientalischen Gesellschaft. In: Zeitschrift für Sozialforschung, 1938, S. 90–122; Textarchiv – Internet Archive.
6. ↑  Heinz Kreissig u. a.: Griechische Geschichte. Berlin 1985, S. 43 ff.
7. ↑  Günter Lewin: Zur Diskussion über die „asiatische Produktionsweise“ in der marxistischen Literatur Frankreichs. In: Ethnographisch-Archäologische Zeitschrift, 13, 1972, S. 618.
8. ↑  Irmgard Sellnow u. a.: Weltgeschichte bis zur Herausbildung des Feudalismus. Berlin 1978.
9. ↑  Alle Zitate: Karl August Wittfogel: Die Theorie der orientalischen Gesellschaft. In: Zeitschrift für Sozialforschung, 1938, S. 90–122; Textarchiv – Internet Archive.
10. ↑  Karl Marx: Die britische Herrschaft in Indien. In: Marx-Engels-Werke, Band 9, Berlin 1960, S. 127.
11. ↑  Karl Marx: Grundrisse der Kritik der politischen Ökonomie (Rohentwurf). Berlin 1974, S. 376.
12. 1 2  Karl Marx: Grundrisse der Kritik der politischen Ökonomie (Rohentwurf). Berlin 1974, S. 377.
13. ↑  Friedrich Engels: Herrn Eugen Dührings Umwälzung der Wissenschaft. In: Marx-Engels-Werke, Band 20, Berlin 1960, S. 167.
14. ↑  Reinhard Kössler: Dritte Internationale und Bauernrevolution. Frankfurt am Main 1982, S. 127 ff.
15. ↑  Günter Lewin: Von der „asiatischen Produktionsweise“ zur „hydraulic society“. Der Werdegang eines Renegaten. In: Jahrbuch für Wirtschaftsgeschichte 1967.
16. ↑  Gayatri Chakravorty Spivak: A Critique of Post-Colonial Reason: Toward a History of the Vanishing Present. Harvard University Press, 1999, S. 71 ff.